# Scopula limburgensis
Scopula limburgensis är en fjärilsart som beskrevs av Louis Beethoven Prout 1935. Scopula limburgensis ingår i släktet Scopula och familjen mätare. Inga underarter finns listade.